# گونگچتسه
گونگچتسه (به لاتین: Gończyce) یک روستا در لهستان است که در گمینا سوبولو واقع شده‌است. گونگچتسه ۸۴۰ نفر جمعیت دارد.